# George Yardley
George Harry Yardley III (* 3. November 1928 in Hollywood, Kalifornien; † 12. August 2004 in Newport Beach, Kalifornien) war ein US-amerikanischer Basketballspieler, der von 1953 bis 1960 in der NBA aktiv war.

## Laufbahn
Zwischen 1953 und 1960 spielte Yardley in der National Basketball Association (NBA) für die Mannschaften der Fort Wayne Pistons/Detroit Pistons und Syracuse Nationals. Er war der erste Spieler, der 2.000 Punkte in einer NBA-Saison erzielen konnte.
Yardley wurde sechs Mal in Folge, von 1955 bis 1960, zum NBA All-Star gewählt. 1958 erhielt er die Berufung ins All-NBA First Team; in derselben Spielzeit führte er die Liga in erzielten Punkten an (27,8 Punkte pro Partie).
Von 1961 bis 1962 war Yardley noch eine Saison für die Los Angeles Jets in der American Basketball League aktiv.
Trotz seiner kurzen Profikarriere wurde Yardley am 6. Mai 1996 in die Naismith Memorial Basketball Hall of Fame aufgenommen.
Yardley starb 2004 an Amyotropher Lateralsklerose.